# Dobârceni
Dobârceni là một xã thuộc hạt Botoșani, România. Dân số thời điểm năm 2002 là 2914 người.